# Comitato Olimpico della Birmania
Il Comitato Olimpico della Birmania (ufficialmente, in inglese, Myanmar Olympic Committee) è l'organizzazione sportiva olimpica della Birmania, nata nel 1947 a Yangon.
Rappresenta questa nazione presso il Comitato Olimpico Internazionale (CIO) dal 1947 ed ha lo scopo di curare l'organizzazione ed il potenziamento dello sport in Myanmar e, in particolare, la preparazione degli atleti birmani, per consentire loro la partecipazione ai Giochi olimpici. L'associazione è, inoltre, membro del Consiglio Olimpico d'Asia.
L'attuale presidente dell'organizzazione è Thura Aye Myint, mentre la carica di segretario generale è occupata da Thaung Htike.